# Anathema
Az Anathema egy brit rock/metal együttes, melyet a Cavanagh-fivérek 1990-ben alapítottak Liverpoolban. Eleinte death-doom zenét játszottak, illetve a műfaj "nagy hármasának" egyik képviselőjének számítanak, a Paradise Losttal és a My Dying Bride-dal együtt. Első nagylemezüket 1993-ban adták ki, azóta még 10 stúdióalbumuk jelent meg. Későbbi albumaikat a post-progressive,progressive pop,progresszív rock, és alternatív rock műfajokba sorolják, míg korábban gothic metalt és death/doom zenét játszottak. Lemezeiket a Peaceville Records, Music for Nations, Kscope Records kiadók dobják piacra.
2020-ban tervezték megjelentetni a tizenkettedik nagylemezüket, azonban a COVID-19 pandémia miatt bejelentették, hogy szüneteltetik működésüket.

## Tagjai
- Vincent Cavanagh – ritmusgitár, akusztikus gitár (1990–2020), ének (1995–2020), billentyűk, programozás (2011–2020)
- Daniel Cavanagh – gitár (1990–2002, 2003–2020), billentyűk, zongora (1995–2002, 2003–2020), ének, vokál (2003–2020)
- Jamie Cavanagh – basszusgitár (1990–1991, 2003–2020)
- John Douglas – dobok, ütős hangszerek (1990–1997, 1998–2020), billentyűk (2011–2020)
- Lee Douglas – ének, vokál (2010–2020)
- Daniel Cardoso – billentyűk (2012–2020), dobok (2012–2020)

## Diszkográfia
Stúdióalbumok
- Serenades (1993)
- The Silent Enigma (1995)
- Eternity (1996)
- Alternative 4 (1998)
- Judgement (1999)
- A Fine Day to Exit (2001)
- A Natural Disaster (2003)
- We're Here Because We're Here (2010)
- Weather Systems (2012)
- Distant Satellites (2014)
- The Optimist (2017)